# Křenice (ort i Tjeckien, Mellersta Böhmen)
Křenice är en ort i Tjeckien.   Den ligger i regionen Mellersta Böhmen, i den centrala delen av landet, 19 km öster om huvudstaden Prag. Křenice ligger 323 meter över havet och antalet invånare är 250.
Terrängen runt Křenice är lite kuperad. Runt Křenice är det ganska tätbefolkat, med 58 invånare per kvadratkilometer. Närmaste större samhälle är Prag, 18,8 km väster om Křenice. I omgivningarna runt Křenice växer i huvudsak blandskog.